# Cocconotus gracilicauda
Cocconotus gracilicauda är en insektsart som beskrevs av Max Beier 1960. Cocconotus gracilicauda ingår i släktet Cocconotus och familjen vårtbitare. Inga underarter finns listade i Catalogue of Life.